# Mariposas Verdes
Mariposas verdes (in italiano, ‘farfalle verdi’) è un film colombiano del 2017 diretto da Gustavo Nieto Roa e tratto dall'omonimo romanzo di Enrique Patiño, basato a sua volta da una storia realmente accaduta.
Il film tratta del bullismo che si verifica nelle scuole e principalmente quello diretto contro la comunità LGBT.

## Trama
In una scuola superiore, Mateo, brillante studente dell'ultimo anno, suscita l'invidia di Lucas, il nipote della rigida preside, il quale approfitta di ogni occasione per commettere contro di lui atti di bullismo. La sua gelosia è acuita quando si rende conto che le ragazze hanno una spiccata preferenza per Mateo che, supportato dall'amico d'infanzia Daniel, le difende dai continui abusi di Lucas. A pochi mesi dal diploma, Mateo non ha ancora avuto nessuna relazione sentimentale fino a quando, durante una gita scolastica, Lorena, una compagna di classe, lo seduce e con lei perde la verginità. Daniel, innamorato di Mateo, vede mentre i due fanno sesso e ne resta profondamente rattristato. Dopo aver appreso che Daniel è gay, anche Mateo inizia a provare interesse nei confronti dei ragazzi e, scopertisi attratti l'uno dall'altro, i due iniziano segretamente una relazione.
Un giorno, davanti a tutti gli studenti della scuola, la preside sospende Gabriel, uno studente transessuale, per aver indossato abiti femminili a scuola. Questo fatto provoca fastidio agli studenti, soprattutto a Mateo, tanto che inizia ad avere confronti sempre più forti con la preside e Lucas, che daranno via ad una serie di eventi imprevedibili e disastrosi.

## Controversia
Nel maggio 2017, il padre di Sergio Urrego, Robert Urrego, ha intentato una causa contro la produzione del film e la madre di Sergio Alba, Lucía Reyes, assicurando che il film va contro il buon nome e la privacy di suo figlio. Gustavo Nieto Roa sostiene che il film da lui diretto sia ispirato a fatti reali, ma non alla storia del giovane, sebbene in un primo momento avesse pensato di realizzare un film biografico sul giovane Urrego intitolato Adiós, mundo cruel, ma ha rinunciato all'idea per fare un film sul bullismo nelle scuole. Gli argomenti dei genitori non hanno avuto successo e la causa è stata vinta dalla produzione del film in quanto si tratta di una storia di fantasia che non viola nessun copyright.

## Distribuzione
Il lancio è stato distribuito nei cinema colombiani il 20 luglio 2017 dalla Cinecolor Films dopo il successo del suo omonimo libro scritto da Enrique Patiño, divenuto un progetto multipiattaforma che ha fatto molto parlare di sé.